# Half Island
Half Island ist eine kleine Insel östlich der Coromandel Peninsula in der Region Waikato vor der Nordinsel von Neuseeland.

## Geographie
Die kleine Felseninsel zählt zu der Inselgruppe der Aldermen Islands, die rund 17 km östlich der Coromandel Peninsula im Pazifischen Ozean liegt. Half Island befindet sich zwischen Ruamahuaiti Island, rund 470 m südöstlich und Nga Horo Island, rund 155 m nördlich. Mit einer Höhe von über 60 m und einer Fläche von lediglich 1,3 Hektar ragen die Felsen der Insel sehr steil aus dem Meer empor. Die Insel besitzt eine Länge von rund 170 m in Südwest-Nordost-Richtung und eine Breite von rund 95 m in Nordwest-Südost-Richtung.